# Zwervende zwartschubmot
De zwervende zwartschubmot (Haplotinea ditella) is een vlinder uit de familie echte motten (Tineidae). De wetenschappelijke naam is voor het eerst geldig gepubliceerd in 1938 door Pierce & Metcalfe.
De soort komt voor in Europa.